# Многоборье по плаванию
Многоборье по плаванию — соревнование, в котором спортсмены соревнуются в нескольких видах плавания, чтобы определить лучшего.  

## История
Многоборье по плаванию было впервые включено в программу Олимпийских игр в 1904 году. Первоначально в многоборье входили четыре вида плавания: 100 метров вольным стилем, 100 метров брассом, 200 метров брассом и 400 метров вольным стилем. В 1924 году в многоборье был добавлен баттерфляй, а в 1956 году — комплексное плавание.

### Современное многоборье
Современный многоборье по плаванию состоит из пяти видов плавания: 50 метров вольным стилем, 100 метров вольным стилем, 100 метров баттерфляем, 100 метров брассом и 100 метров комплексным плаванием. В многоборье обычно участвуют мужчины и женщины.

### Многоборье по плаванию в России
В России многоборье по плаванию является одним из самых популярных видов плавания. В России проводятся чемпионаты и первенства страны по многоборью по плаванию.

## Виды
- Бассейн 25 метров: 50 метров вольным стилем, 100 метров вольным стилем, 100 метров баттерфляем, 100 метров брассом, 100 метров комплексным плаванием.
- Бассейн 50 метров: 100 метров вольным стилем, 200 метров вольным стилем, 200 метров баттерфляем, 200 метров брассом, 200 метров комплексным плаванием.

В многоборье по плаванию спортсмены получают очки за каждое выступление. Чем быстрее спортсмен, тем больше очков он получает. Победителем становится спортсмен с наибольшим количеством очков.

## Список известных пловцов
- Майкл Фелпс (США) — 18-кратный олимпийский чемпион, 26-кратный чемпион мира[3].[нет в источнике]
- Райан Лохте (США) — 12-кратный олимпийский чемпион, 39-кратный чемпион мира[3].[нет в источнике]
- Кэти Ледеки (США) — 15-кратная олимпийская чемпионка, 27-кратная чемпионка мира[3].[нет в источнике]
- Арнольд Шварценеггер[что?] (Австрия) — олимпийский чемпион 1972 года[что?], 7-кратный чемпион мира[3].[нет в источнике]
- Александр Попов (Россия) — олимпийский чемпион 1996 года, 10-кратный чемпион мира[3].[нет в источнике]
- Юлия Ефимова (Россия) — 2-кратная олимпийская чемпионка, 12-кратная чемпионка мира[3].[нет в источнике]